# Camelus ferus
Camelus ferus (дикий бактріан) — вид ссавців з родини верблюдових. 

## Географічний діапазон
Країни проживання: Китай (Сіньцзян), Монголія. Живе у великій пустелі Гобі. Рослинність і дощі там дуже рідкісні. Температура взимку може досягати -43°C, а влітку до 38°C. 

## Опис
Їх довгі, вузькі щілиноподібні ніздрі і густі вії (подвійний ряд довгих вій і вуха з волосками) забезпечують захист від пустельних піщаних бур.

## Поведінка
Це мігрівні тварини, що рухаються групами від 6 до 20 особин. Живуть до 40 років, розмножуються взимку у сезон дощів.

## Еволюція
Верблюди мігрували з Північної Америки в Азію через Берингову протоку приблизно наприкінці третинного періоду, 3 мільйони років тому. Припускається, що бактріан і дикий бактріан розходяться приблизно 0,7 мільйона років тому.